# Pnigalio hirtulus
Pnigalio hirtulus är en stekelart som först beskrevs av Erdös 1954.  Pnigalio hirtulus ingår i släktet Pnigalio, och familjen finglanssteklar. Arten är reproducerande i Sverige.